# 莱西南站
莱西南站，原名莱西站，位于中华人民共和国山东省青岛市莱西市望城街道，是蓝烟铁路上的火车站，建于1955年，由济南铁路局管辖。

## 車站周邊
- 中国联通望城营业厅
- 中国邮政望城邮电支局
- 中国移动望城合作营业厅

## 歷史
建于1955年，2020年11月26日改为现名。